# 이자베우 두 브라질 황태녀
브라질 황태녀 이자벨(포르투갈어: Isabel, Princesa imperial do Brasil, 1846년 7월 29일~1921년 11월 14일)은 브라질 제국의 공주로서, 브라질 황실에 남자들이 더 이상 남아있지 않자, 여자도 왕위를 계승할 수 있었던 포르투갈 왕실에서 갈라진 브라질 황실이었으므로, 페드루 2세 사후 그녀가 명목상의 브라질 황위를 계승하였다. 그러나 그녀의 손자인 페드루 엔히키 황자가 황위를 계승하면서부터 왕가의 이름은 오를레앙브라간사 가로 바뀌게 된다.
| 전임 아폰수 황태자 | 브라질 황태녀 1847년 6월 11일~1848년 7월 19일 | 후임 페드루 황태자 |

| 전임 페드루 황태자 | 브라질 황태녀 1850년 1월 9일~1889년 11월 15일 | 후임 브라질 공화국 |